# Noretisterona

Fórmula química da Noretisterona

Noretindrona é um agente progestogênico, derivado da 19-noretestosterona, com efeito androgênico e estrogênico. Foi sintetizada pelo químico mexicano Luis E. Miramontes em 1951 e foi o primeiro contraceptivo oral.[carece de fontes?] A molécula tem sido mencionada varias vezes como uma das mais importantes na historia de humanidade. Atribui-se a ela a revolução sexual da década de 1960.